# Rhinobatos salalah
The salalah guitarfish (Rhinobatos salalah) là một loài cá in the Rhinobatidae family. It is đặc hữu to possibly Oman. Its natural habitat is open seas.